# Jan Juránek
Jan Juránek (11. května 1910 Jedlí – 30. prosince 1999 Nové Město nad Metují) byl český pedagog, muzejník, archivář a regionální historik. Významně se zasloužil o vyhlášení Nového Města nad Metují v r. 1950 městskou památkovou rezervací.

## Život

### Mládí
Narodil se 11. května 1910 v malé obci Jedlí na Šumpersku jako poslední ze 14 dětí v rodině hostinského Pavla Juránka a jeho ženy Marie. V rodné obci vychodil pět ročníků trojtřídní obecné školy, po ukončení základní školní docházky studoval od roku 1921 na klasickém gymnáziu v Zábřehu. Maturoval v r. 1929, na počátku hospodářské krize, a pro nedostačující sociální zázemí nemohl pokračovat v univerzitním studiu. Rozhodl se proto pro jednoroční kurz při učitelském ústavu v Hradci Králové.

Po nové maturitě v r. 1930 (opět s vyznamenáním) se vrátil na severní Moravu. Odešel učit na tzv. české menšinové školy, do Jestřebíčka (dnes součást Jestřebí) u Zábřehu, Bratrušova a Šumperka. V r. 1934 se oženil, manželka mu vytvořila klidné rodinné zázemí. Ve stejném roce byl ustaven zatímním odborným učitelem na měšťanské škole s českým vyučovacím jazykem v Mohelnici. Tam převzal funkci jednatele Národní jednoty a tajemníka okresní sociální péče, kdy se snažil odstraňovat nejkřiklavější sociální nespravedlnosti. S nástupem henleinovského hnutí ve většinově německé Mohelnici se v henleinovském tisku začaly objevovat názory, že Mohelnice nemá slovanský původ. Juránek proto studoval prameny a dokazoval, že Mohelnicko má slovanský základ a Němci bylo kolonizováno až později. To se již schylovalo k mnichovskému záboru pohraničí, po němž musela Juránkova rodina Mohelnici opustit. Azyl našla u prarodičů paní Juránkové ve Slavoňově u Nového Města nad Metují, čímž se dostal Jan Juránek natrvalo do východních Čech.

### Archivář, muzejník, památkář
V roce 1945 nastoupil pracovitý Juránek na místo zemřelého dobrovolného novoměstského archiváře Jana Voborníka. V archivu objevil nejstarší městskou knihu Nového Města nad Metují, z níž studoval dějiny města. Zabýval se zejména vznikem města za Jana Černčického z Kácova a nejvíce renesanční pernštejnskou přestavbou náměstí po požáru roce 1526. Tehdy se Juránek na žádost ministerstva školství stal zároveň dobrovolným okresním konzervátorem státní památkové péče pro novoměstský okres. Při územních reorganizacích v této činnosti pokračoval i pro okresy Dobruška a Náchod, takže tuto památkovou péči vykonával více než 20 let.
Výsledky svého bádání zejména o novoměstském náměstí vtělil Juránek do své první, již těsně po válce vydané monografie Český Betlém – Nové Město nad Metují. Text publikace doplnil vlastními fotografiemi, na nichž zpodobnil např. západní části náměstí ještě před rekonstrukcí.
Po upozornění na zbytky historické architektury na půdách domů je začal prolézat se zednickým kladívkem v ruce a začal hledat původní renesanční podobu náměstí. Našel tam prvky tzv. vlaštovčích ocasů ve štítech domů, jednotící římsy a prefabrikované cihly ostění oken, dávající stěně náměstí jednotící charakter. V tom pak pokračoval společně s ing. Karlem Braným, který kreslil technické studie. Juránkovi se podařilo přesvědčit pracovníka Státní památkové péče Jakuba Pavla, že přední stěna domů náměstí byla jednotnou stěnou, kterou dali postavit Pernštejnové před pohořelé domy čp. 1203 A až 1209 A. V tomto duchu byla tato strana náměstí v letech 1950–1954 rekonstruována. Historik umění Jakub Pavel ve své pozdější práci Dějiny umění v Československu nazval historické jádro města "evropským urbanistickým unikátem," čímž vyzdvihl jeho význam dokonce z evropského hlediska.
Roku 1953 se Juránek pustil do dalšího vysokoškolského studia, čtyři roky dálkově studoval Vysokou školu pedagogickou na Karlově univerzitě. Po státních závěrečných zkouškách s výborným prospěchem a úspěšné obhajobě diplomové práce s názvem Nejstarší knižní památka Nového Města nad Metují a její pravopis získal roku 1957 oprávnění vyučovat na školách třetího cyklu. Práce byla tak ceněna, že výtah z ní vyšel ve vlastivědném sborníku Hradecký kraj. Vyučovat na gymnáziu, jak si přál, však již nezačal. Hlavním důvodem bylo to, že začal ztrácet sluch. A protože byl navíc zvyklý pracovat vždy tam, kde jej bylo nejvíc zapotřebí, roku 1962 přijal výzvu odboru školství a kultury ONV v Náchodě, aby nastoupil na místo ředitele Městského muzea v Náchodě.
Stál před nelehkými úkoly: přeměnit muzeum městské v okresní a posléze zpřístupnit pevnost na Dobrošově z roku 1938 veřejnosti. Dobrošovská pevnost patří dodnes spolu s pevností Haničkou u Rokytnice v Orlických horách k nejznámějším ve východočeském regionu.
Roku 1964 byla ve vlastivědném sborníku východních Čech otištěna Juránkova stať k 10. výročí novoměstského historického jádra, ve které vylíčil postup prací vedoucích v letech 1950–1954 k vytčenému cíli. K 50. výročí vzniku Československa vydal kolektiv pracovníků muzea vlastivědnou brožuru Rok 1918 na Náchodsku, pro niž napsal Jan Juránek hlavní stať Rok 1918 na Náchodsku ve školních kronikách. K 25. výročí osvobození Československa připravil Juránek se svými spolupracovníky výstavu s názvem Skutečnost 1945–1970, čtvrtstoletí života a práce náchodského okresu, k níž byl vydán stejnojmenný tištěný průvodce. Zachycuje rozvoj průmyslu, zemědělství, činnosti národních výborů, školství, kultury, místního hospodářství, výstavby bytů, obchodu, sociálního zabezpečení a zdravotnictví v okrese. K jubilejním narozeninám novoměstského rodáka, akademického sochaře Josefa Marka, napsal Juránek pro Nový čas několik článků, hodnotících umělcovu životní dráhu a tvorbu. Podobně vzdal úctu i jinému novoměstskému rodákovi, generálovi Karlu Klapálkovi, proslavenému na bojištích druhé světové války.
V roce 1972 odešel Juránek do důchodu pro vážné onemocnění manželky, která přes veškerou péči lékařů i rodiny brzy zemřela. Přestože Juránka rodiny jeho dcery i syna zvaly k sobě do Prahy a vybízely jej k trvalému přestěhování, zůstával profesor Juránek věrný svému domovskému městu i kraji, o němž stále bádal. Pavel Janák jej vyzval, aby napsal ještě vědeckou knihu o Novém Městě nad Metují. Juránek tak znovu studoval archivní materiály, proměny zdejší architektury, stavební prvky jednotlivých období, prověřoval dřívější poznatky. Vzájemně konfrontovali své hypotézy o vývoji města s Karlem Braným, který kreslil další technické studie a zhotovil model renesanční výstavby z pernštejnského období. Tak vzniklo další velké dílo, jež vyšlo roku 1976 v edici Památky v řadě Městské památkové rezervace.
Pro návštěvníky svého města zbudovali novoměstští ve městě a jeho okolí dvě naučné stezky, vnitřní a vnější okruh. Pro lepší informovanost vydal MěNV roku 1980 zvláštní číslo Novoměstského zpravodaje, kde je Juránek spoluautorem textu o těchto naučných stezkách. Juránek pokračoval v přednáškách o Novém Městě nad Metují a jeho rezervaci, pravěku, středověku i novější historii Náchodska, o Komenském ve východních Čechách, o bojišti na Brance roku 1866 aj.

## Pocty, vyznamenání
Na výraz vděku vůči Juránkově práci Novoměstští na místě Výrova zbudovali vyhlídku nesoucí Juránkovo jméno. R. 1994 se pak Juránek stal čestným občanem města. Novoměstští nezapomněli na Juránka ani sedm let po jeho odchodu. 27. října 2006 mu na obnoveném renesančním náměstí odhalili pamětní desku a na společné besedě vzpomněli za účasti rodiny a četných přátel a obdivovatelů jeho zásluh.

## Dílo (výběr)
- Český Betlém – Nové Město nad Metují. Nové Město nad Metují 1947, nestránkováno (pod názvem Nové Město nad Metují vydáno v r. 1966 v aktualizované podobě).
- Rok 1848 v Novém Městě nad Metují. In: Dějepis ve škole č. 1, 1955, s. 110–114.
- Nejstarší knižní památka Nového Města nad Metují a její pravopis. (Městská kniha z let 1505–1546). Hradecký kraj, roč. III, 1959, s. 109–116.
- Deset let městské památkové rezervace Nové Město nad Metují. In: Východní Čechy 1964. Havlíčkův Brod, Krajské středisko státní památkové péče a ochrany přírody Východočeského kraje v Pardubicích ve Východočeském nakladatelství 1964, s. 129–133.
- Rok 1968 na Náchodsku ve školních kronikách. In: Rok 1918 na Náchodsku. Náchod: Muzea náchodského okresu s odborem školství a kultury ONV, 1968, s. 5–48.
- Skutečnost 1945–70. Čtvrtstoletí života a práce náchodského okresu. Náchod, ONV 1970.
- Nové Město nad Metují. Praha: Odeon, 1976. (spolu s Karlem Braným)